# Lișceanî, Izeaslav
Lișceanî (în ucraineană Ліщани) este localitatea de reședință a comunei Lișceanî din raionul Izeaslav, regiunea Hmelnîțkîi, Ucraina.

## Demografie
Componența lingvistică a localității Lișceanî
     Ucraineană (99,6%)
     Alte limbi (0,4%)
Conform recensământului din 2001, majoritatea populației localității Lișceanî era vorbitoare de ucraineană (99,6%), existând în minoritate și vorbitori de alte limbi.